# Зијода
Зијода Уткировна Кобилова (узб. Ziyoda O’tkirovna Qobilova, Зиёда Ўткировна Қобилова; Ташкент, 7. јануар 1989), позната мононимно као Зијода, узбечка је певачица и глумица. Пева на узбечком и таџичком, дијалекту персијског језика. Као глумица, тумачила је певачке улоге у неколико узбечких драма.

## Каријера
Кобилова је рођена 7. јануара 1989. у Ташкенту. Није међу певачицама које се музиком баве од детињства, али је као млада ступила на професионални сцену. Постала је позната 2004. године, када је имала петнаест година, обрадивши песму Wild Dances украјинске певачице Руслане под називом Sevmaganman, а која је те године победила на Песми Евровизије у Истанбулу.
Као шеснаестогодишњакиња закључила је уговор са продуцентском кућом Шоу бизнес. Године 2008. издала је дебитантски албум на коме су се нашле и друге њене дотад запажене песме, као што су Hay layli, Parvona и Yollarim. За њега је у августу исте године добила престижну узбечку музичку награду Нихол. Награду је добитницима уручио потпредседник Владе Узбекистана Рустам Касимов.
Њен рад одликује јак културолошки утицај на нумере у западњачком стилу, непрогрешив и савремен спој средње Азије, Арабије и Западног света.
Према декрету председника Ислама Каримовог о награђивању заслужних људи, а поводом двадесет прве годишњице независности Републике Узбекистан, четири особе одликоване су крајем августа 2012. медаљом Шухрат, међу којима и Зијода Уткировна Кобилова у својству солисте естрадног удружења „Узбекнаво“.
Не тако ретко, Кобилова је предмет музичких критичара који јој замерају честе препеве страних песама. То се односи и на њене новије нумере чијих је матрица примећена сличност са међународним хитовима, као што су они америчке поп певачице Бритни Спирс. У песми Hatuba могу се приметити оријенталне мелодије из индијских филмова, које у оригиналу изводи Зинат Аман.
Дана 20. октобра 2012. Зијода је након саобраћајне незгоде завршила у Републичком центру за хитну помоћ у Ташкенту. Није задобила тежих повреда, тако да се убрзо опоравила и наставила са каријером, како певачком, тако и глумачком.

## Дискографија
| Година | Латиница | Ћирилица |
| 2006.  |          |          |
| 2010.  |          |          |
| 2010.  |          |          |
| 2011.  |          |          |
| 2011.  |          |          |
| 2012.  |          |          |
| 2012.  |          |          |
| 2013.  |          |          |

| Година | Латиница | Ћирилица | Значење       |
| 2006.  |          |          | '             |
| 2007.  |          |          | Богати момак  |
| 2008.  |          |          | Нортой        |
| 2008.  |          |          | '             |
| 2008.  |          |          | Мадагаскар 2  |
| 2009.  |          |          | Горки живот   |
| 2009.  |          |          | '             |
| 2009.  |          |          | '             |
| 2010.  |          |          | '             |
| 2010.  |          |          | '             |
| 2010.  |          |          | '             |
| 2010.  |          |          | Земља ленчуга |
| 2010.  |          |          | '             |
| 2010.  |          |          | '             |
| 2011.  |          |          | Бебиситерка   |
| 2011.  |          |          | Састанак      |
| 2011.  |          |          | '             |
| 2011.  |          |          | Исход         |
| 2012.  |          |          | '             |
| 2012.  |          |          | Суперсвекрва  |
| 2013.  |          |          | '             |
| 2014.  |          |          | '             |
| 2015.  |          |          | '             |

### Музички спотови
| Година                                                          | Title                                                                        | Director                                                                                        |
| --------------------------------------------------------------- | ---------------------------------------------------------------------------- | ----------------------------------------------------------------------------------------------- |
|                                                                 | "Ichim yonar"                                                                |                                                                                                 |
| "Begonaman"                                                     |                                                                              |                                                                                                 |
| "Dugonalar"                                                     |                                                                              |                                                                                                 |
| "Bahor"                                                         |                                                                              |                                                                                                 |
| "Tinch qoʻygin meni"                                            |                                                                              |                                                                                                 |
| "Darding"                                                       |                                                                              |                                                                                                 |
| "Dekaram tu"                                                    |                                                                              |                                                                                                 |
| "Khatouba"                                                      |                                                                              |                                                                                                 |
| "Ota"                                                           |                                                                              |                                                                                                 |
| "Pepsi (gimn)" (feat. Ulugʻbek Rahmatullaev and Munisa Rizaeva) |                                                                              |                                                                                                 |
| "Dukur—dukur"                                                   |                                                                              |                                                                                                 |
| 2006                                                            | "Hay layli"                                                                  |                                                                                                 |
| 2006                                                            | "Hayotim bu"                                                                 | Yodgor Nosirov                                                                                  |
| 2006                                                            | "Sevmaganman"                                                                | Yodgor Nosirov                                                                                  |
| 2007                                                            | "Goʻzalim (Seni men sogʻinganda)" (feat. Nigora and (Bojalar))               |                                                                                                 |
| 2007                                                            | "Parvona"                                                                    |                                                                                                 |
| 2008                                                            | "Yuragimsan"                                                                 |                                                                                                 |
| 2008                                                            | "Zardalaringni"                                                              |                                                                                                 |
| 2008                                                            | "Zormande" (feat. Jahongir Foziljonov (Bojalar))                             |                                                                                                 |
| 2008                                                            | "Sabbai sayyod (Sayding qoʻyaber sayyod)"                                    | Sardor Rasulov                                                                                  |
| 2008                                                            | "Ey muhabbat"                                                                | Sardor Rasulov                                                                                  |
| 2008                                                            | "Talpinadi yuragim" (feat. Jahongir Foziljonov (Bojalar))                    | soundtrack “Nortoy”                                                                             |
| 2008                                                            | "Xayolimni olma" (feat. Ulugʻbek Rahmatullaev)                               | Rustam Murodov                                                                                  |
| 2008                                                            | "Super kelinchak"                                                            | soundtrack “Super kelinchak”                                                                    |
| 2008                                                            | "Yoʻllarim"                                                                  |                                                                                                 |
| 2008                                                            | "Har soniya"                                                                 |                                                                                                 |
| 2009                                                            | "Negadir"                                                                    | soundtrack “Ichkuyov”                                                                           |
| 2010                                                            | "Sevib qol"                                                                  |                                                                                                 |
| 2010                                                            | "Oʻynaganda janon"                                                           |                                                                                                 |
| 2010                                                            | "Soʻrab koʻr" (feat. Davron Ergashev)                                        |                                                                                                 |
| 2010                                                            | "Kichkina xoʻjayin" (feat. Alisher Uzoqov)                                   | soundtrack “Kichkina xoʻjayin”                                                                  |
| 2010                                                            | "Erka oshiqlar" (feat. Otabek Mutalxoʻjaev)                                  |                                                                                                 |
| 2010                                                            | "Dunyo" (feat. Sirojiddin Xojiev)                                            | soundtrack “Firibgar”                                                                           |
| 2010                                                            | "Baxt toʻla"                                                                 |                                                                                                 |
| 2010                                                            | "Shaddod qiz"                                                                | soundtrack “Shaddod qiz”                                                                        |
| 2010                                                            | "Khatouba, I Am A Disco Dancer" (feat. Aziz Rametov and Otabek Mutalxoʻjaev) | Alibaba Aur 40 Chor, Disco Dancer (soundtrack “Ada emas dada! Tohir va Zuhra 2 yangi talqinda”) |
| 2011                                                            | "Oʻrgilay oʻzim" (feat. Mirjamol)                                            | Narimon Sultonxoʻjaev soundtrack „Mening akam boʻydoq“                                          |
| 2011                                                            | "Vatan"                                                                      | Sarvar Karimov, Izatulla Lutfullaev                                                             |
| 2011                                                            | "Sevaman"                                                                    |                                                                                                 |
| 2011                                                            | "Onajonim"                                                                   |                                                                                                 |
| 2011                                                            | "Sevmasam boʻlmaydida"                                                       |                                                                                                 |
| 2011                                                            | "Kun-tong"                                                                   |                                                                                                 |
| 2011                                                            | "Nega-nega"                                                                  |                                                                                                 |
| 2011                                                            | "Seni sevaman" (feat. Ruhshona and Marka)                                    | soundtrack “Uchrashuv”                                                                          |
| 2011                                                            | "Orzularim"                                                                  |                                                                                                 |
| 2011                                                            | "Andijonlik mehmon" (feat. Ruhshona and Umida and Jahongir Foziljonov)       | soundtrack “Andijonlik mehmon”                                                                  |
| 2011                                                            | "Qora koʻzlar"                                                               |                                                                                                 |
| 2011                                                            | "Sodda qiz"                                                                  |                                                                                                 |
| 2011                                                            | "Oqibat"                                                                     | soundtrack “Oqibat”                                                                             |
| 2012                                                            | "Mazim"                                                                      |                                                                                                 |
| 2012                                                            | "Bolalar uyining bolasi"                                                     |                                                                                                 |
| 2012                                                            | "Gul edim"                                                                   | soundtrack “Tubanlik”                                                                           |
| 2012                                                            | "Qaynona"                                                                    | soundtrack “Super qaynona”                                                                      |
| 2012                                                            | "Hali-hali"                                                                  |                                                                                                 |
| 2013                                                            | "Sevadi yorim mani"                                                          | Sarvar Karimov                                                                                  |
| 2013                                                            | "Oʻzingda-oʻzingda"                                                          | Rustam Murodov                                                                                  |
| 2013                                                            | "Olaver" (feat. Jahongir Foziljonov)                                         |                                                                                                 |
| 2014                                                            | "Assalomu aleykum"                                                           | Narimon Sultonxoʻjaev                                                                           |
| 2014                                                            | "Xayolim"                                                                    | Yodgor Nosirov                                                                                  |
| 2014                                                            | "Asalim"                                                                     | Sarvar Karimov                                                                                  |
| 2014                                                            | "Kim bilar"                                                                  | soundtrack “Erkatoy”                                                                            |
| 2015                                                            | "Yaxshi qol"                                                                 | Sarvar Karimov                                                                                  |
| 2015                                                            | "Ana hey"                                                                    | soundtrack “Onasini bolasi”                                                                     |
| 2015                                                            | "Oʻyna-oʻyna"                                                                |                                                                                                 |
| 2016                                                            | "Ikkimiz"                                                                    |                                                                                                 |